# Baleia (distrito de Itapipoca)
Baleia é um distrito do município de Itapipoca, no estado do Ceará.
A ocupação do litoral de Itapipoca inicia-se nos anos de 1980, com pequenos fluxos de turistas destinados ao local somados a grupos que realizavam a travessia da foz do rio Mundaú, indo das paria do município de Trairi rumo à Baleia.